# Ziołorośla
Ziołorośla – zbiorowiska roślinne budowane głównie przez rośliny zielne (stąd nazwa). 
Typy ziołorośli:
- ziołorośla wysokogórskie (Adenostylion, klasa Betulo-Adenostyletea)
- nadpotokowe ziołorośla lepiężnikowe
- Naturalne i półnaturalne ziołorośla nadrzeczne i okrajkowe (Galio-Urticenea, klasa Artemisietea)

## Ziołorośla wysokogórskie (Adenostylion)

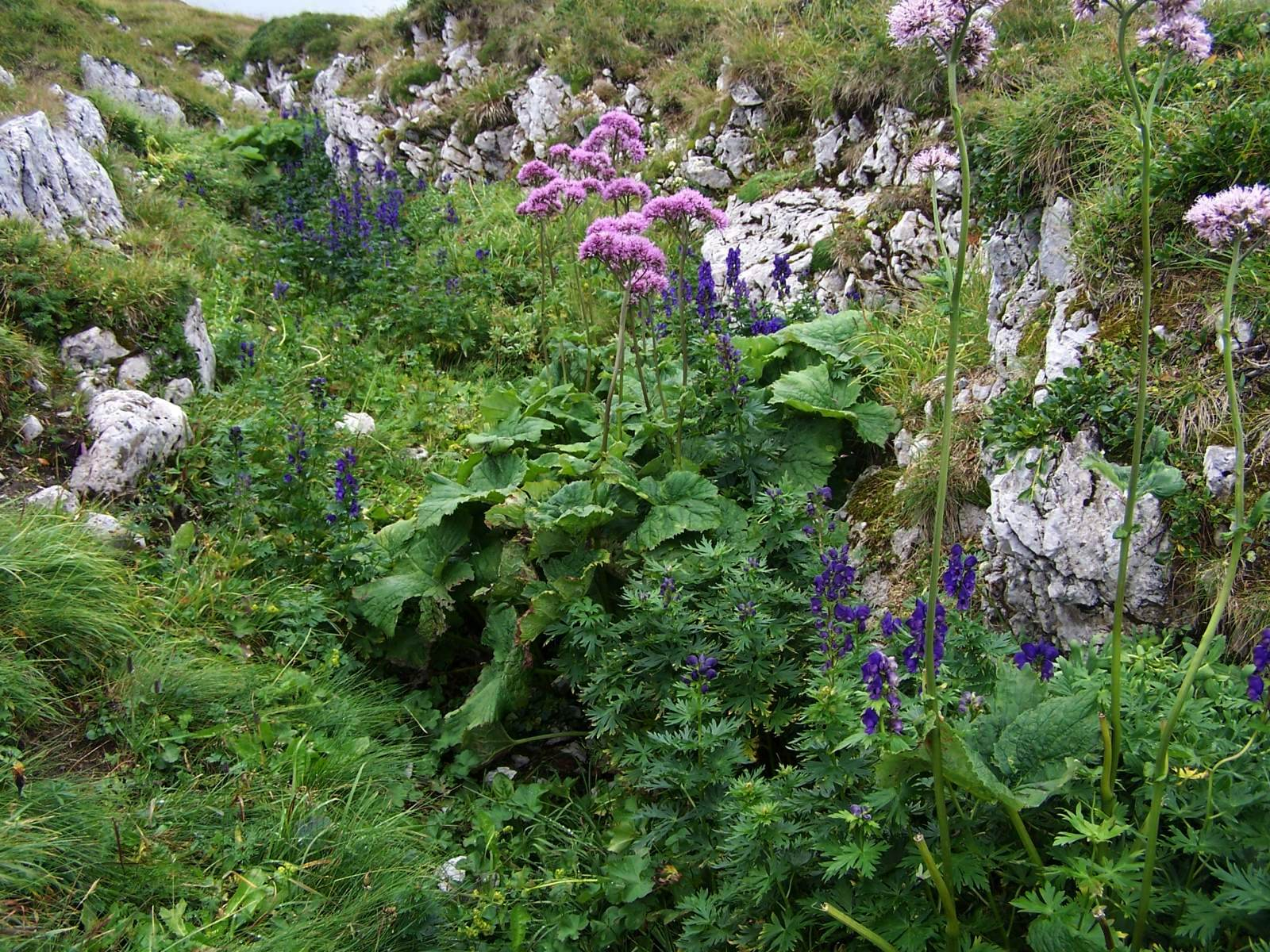
Wysokogórskie ziołorośla na Czerwonych Wierchach w Tatrach

Skupiska wysokiej, bujnie rozwiniętej roślinności górskiej. Występują w miejscach szczególnie sprzyjających wegetacji – z przepływającą dobrze natlenioną wodą, dobrze nasłonecznionych, o przepuszczalnym podłożu i zasłoniętych od wiatru. Są to więc okolice potoków górskich, źródeł, kotlinki zasilane wodą wypływającą spod skał, a także stale wilgotne miejsca na skraju lasu, śródleśnych polanach i w skalnych kotlinkach. Są ulubionym miejscem, gdzie wypasają się kozice, świstaki, jelenie, które stale odwiedzając ziołorośla przy okazji użyźniają je odchodami tworząc coraz żyźniejszą glebę. W wysokich położeniach górskich wykształcają się również pokrewne florystycznie traworośla (Calamagrostion) zdominowane przez trawy.
Gatunkami charakterystycznymi dla ziołorośli wysokogórskich związku Adenostylion alliariae są:
kozłek bzowy (Valeriana sambucifolia),
lepiężnik biały (Petasites albus),
lepiężnik wyłysiały (Petasites kablikianus),
miłosna górska (Adenostyles alliariae),
modrzyk górski (Cicerbita alpina),
omieg górski (Doronicum austriacum),
oset łopianowaty (Carduus personata),
ostróżka tatrzańska (Delphinium oxysepalum),
ostróżka wyniosła (Delphinium elatum),
wierzbownica okółkowa (Epilobium alpestre),
tojad mocny (Aconitum firmum).
Ziołorośla są prawdziwą oazą życia w surowym, wysokogórskim klimacie. Górale nazywali je kozimi ogrodami. Według nomenklatury fitosocjologicznej te zbiorowiska roślinne należą do klasy Betulo-Adenostyletea. W Polsce zbiorowiska takie występują wyłącznie w wyższych położeniach górskich w Karpatach i Sudetach.

## Nadpotokowe ziołorośla lepiężnikowe (łopuszyny)
Skupiska bujnej roślinności występujące na żwirowiskach górskich potoków, w korytach rzek górskich i stale wilgotnych ciekach wód wypływających ze źródlisk. Zbiorowiska te występują tam, gdzie istnieje stały przepływ wody, a podłoże jest przepuszczalne i pokryte warstwą próchnicy. Roślinami dominującymi i nadającymi charakterystyczną fizjonomię tym zbiorowiskom są tutaj lepiężniki, m.in.: lepiężnik biały Petasites albus i  lepiężnik różowy Petasites hybridus. W mniejszej ilości rosną też: świerząbek orzęsiony, bniec czerwony. Te rośliny tworzą górną warstwę. W ich cieniu rosną mniejsze, cieniolubne rośliny: jaskier kosmaty, miodunka ćma, gwiazdnica gajowa, gajowiec żółty, zaraza żółta. Wczesną wiosną, jeszcze przed rozwinięciem liści przez rośliny dominujące zakwita pierwiosnek wyniosły. Zbiorowiska z lepiężnikiem różowym występują również na niżu.

## Naturalne i półnaturalne ziołorośla nadrzeczne i okrajkowe (Galio-Urticenea)
Bujnie rozwijające się na żyznej ziemi skupiska roślin w otoczeniu stawów, rzek i jezior na nizinach. Przeważnie są to okrajki zarośli łęgowych i wiklinowych. Dużo jest tutaj kielisznika zaroślowego – rośliny wspinającej się po krzewach i drzewach. Oprócz niej występują tu takie rośliny, jak: rdestówka zaroślowa, przytulia czepna, pokrzywa zwyczajna, bluszczyk kurdybanek, oset kędzierzawy, chmiel zwyczajny, który podobnie, jak kielisznik wspina się po drzewach i krzewach, starzec zwyczajny, starzec nadrzeczny, psianka słodkogórz, wierzbownica kosmata, przytulia czepna, dzięgiel litwor nadbrzeżny, kozłek lekarski, wyżpin jagodowy i inne.